# Stigmochora ulei
Stigmochora ulei är en svampart som beskrevs av Syd. & P. Syd. 1916. Stigmochora ulei ingår i släktet Stigmochora och familjen Phyllachoraceae.   Inga underarter finns listade i Catalogue of Life.